# Пикус, Тадеуш
Таде́уш Пи́кус (пол. Tadeusz Pikus; 1 сентября 1949, д. Забеле, Монькский повят, Польша) — епископ Католической церкви, бывший вспомогательный епископ архиепархии Варшавы. Епископ Дрохичина с 29 марта 2014 года по 17 июня 2019 года.

## Биография
В 1975 году поступил в Высшую духовную семинарию в Варшаве, по её окончании был рукоположен в священники 7 июня 1981 года. После рукоположения два года служил в приходе посёлка Якторов (Гродзиский повят (Мазовецкое воеводство)). Продолжал обучение в варшавской Академии католической теологии и в Университете Наварры в Памплоне, где в 1985 году защитил докторскую диссертацию по теологии. По возвращении в Польшу работал профессором в варшавской Высшей духовной семинарии, с 1988 года — префект семинарии.
В 1990 году был направлен в СССР как капеллан поляков, работавших в СССР. Помимо Москвы и Ленинграда посещал Иркутск, Томск и другие города Сибири, где трудились рабочие-поляки, способствовал восстановлению католических приходов в этих городах. В 1991 году выступил инициатором создания в Москве колледжа католической теологии, ныне известного, как Институт святого Фомы. В 1991—1992 годах был деканом и профессором этого колледжа. 8 декабря 1990 года, по случаю праздника Непорочного Зачатия Пресвятой Девы Марии, о. Тадеуш Пикус впервые после 60-летнего перерыва отслужил мессу на ступенях московского католического собора, в здании которого в тот момент располагалось НИИ. Это стало первым этапом длительного процесса возвращения собора Непорочного Зачатия Девы Марии Католической церкви, растянувшегося более чем на пять лет.
В 1992 году возвратился в Польшу. В период 1992—1999 года вёл активную преподавательскую деятельность в нескольких теологических учебных заведениях Польши, Белоруссии и Литвы. В 1995 году возвращался в Москву, где провёл около года, занимаясь научной работой и читая лекции в Библейско-богословском институте святого апостола Андрея. Также посещал Москву в 2011 году по случаю 100-летия собора Непорочного Зачатия. По итогам своих поездок в Россию написал несколько книг, посвящённых истории католиков в России, а также жизни и деятельности Александра Меня.
24 апреля 1999 года назначен вспомогательным епископом архиепархии Варшавы. Епископская хиротония состоялась 8 мая 1999 года, возглавлял её кардинал Юзеф Глемп. Как и все викарные епископы Тадеуш Пикус стал титулярным епископом с титулом епископа Лисинии. 29 марта 2014 года назначен епископом Дрохичина, 17 июня 2019 года подал в отставку с поста епископа.